# Kibisy
Kibisy [pronunciación en polaco: /kiˈbisɨ/] es un pueblo ubicado en el distrito administrativo de Gmina Prostki, dentro del Distrito de Ełk, Voivodato de Varmia y Masuria, en Polonia del norte. Se encuentra aproximadamente a 9 kilómetros al oeste de Prostki, a 17 kilómetros al sur de Ełk, y a 121 kilómetros al este de la capital regional Olsztyn.
Antes de 1945, el área fue parte de Alemania (Prusia Oriental).